# پیتر گویوفچیک
 پیتر گویوفچیک (انگلیسی: Peter Gojowczyk؛ زادهٔ ۱۵ ژوئیهٔ ۱۹۸۹) یک تنیس‌باز اهل آلمان است.